# Кромпонд (Нью-Йорк)
Кромпонд (англ. Crompond) — переписна місцевість (CDP) в США, в окрузі Вестчестер штату Нью-Йорк. Населення — 2330 осіб (2020).

## Географія
Кромпонд розташований за координатами 41°17′43″ пн. ш. 73°50′24″ зх. д. / 41.29528° пн. ш. 73.84000° зх. д. (41.295265, -73.839963).  За даними Бюро перепису населення США в 2010 році переписна місцевість мала площу 6,32 км², з яких 6,27 км² — суходіл та 0,05 км² — водойми.

## Демографія
Згідно з переписом 2010 року, у переписній місцевості мешкали 2292 особи в 702 домогосподарствах у складі 584 родин. Густота населення становила 363 особи/км².  Було 727 помешкань (115/км²).
Расовий склад населення:
| - 88,0 % — білих - 5,6 % — азіатів - 4,4 % — чорних або афроамериканців |

До двох чи більше рас належало 1,3 %. Частка іспаномовних становила 7,0 % від усіх жителів.
За віковим діапазоном населення розподілялося таким чином: 24,8 % — особи молодші 18 років, 56,6 % — особи у віці 18—64 років, 18,6 % — особи у віці 65 років та старші. Медіана віку мешканця становила 45,0 року. На 100 осіб жіночої статі у переписній місцевості припадало 85,1 чоловіків;  на 100 жінок у віці від 18 років та старших — 82,1 чоловіків також старших 18 років.
Середній дохід на одне домашнє господарство  становив 162 900 доларів США (медіана — 138 281), а середній дохід на одну сім'ю — 184 264 долари (медіана — 153 090). За межею бідності перебувало 1,3 % осіб, у тому числі 0,0 % дітей у віці до 18 років та 3,6 % осіб у віці 65 років та старших.
Цивільне працевлаштоване населення становило 1255 осіб. Основні галузі зайнятості: освіта, охорона здоров'я та соціальна допомога — 22,5 %, науковці, спеціалісти, менеджери — 17,4 %, роздрібна торгівля — 10,6 %, фінанси, страхування та нерухомість — 9,5 %.